# Patricia Schonstein
Patricia Schonstein (nacida en 1952), quien también escribe con el nombre de Patricia Schonstein-Pinnock, es una novelista, poetisa, escritora de libros infantiles y comisaria de antologías de origen sudafricano-italiano.
Las novelas de Schonstein tratan en gran parte sobre sus experiencias personales de haber crecido en África Central y sobre acontecimientos históricos relacionados con la Inquisición, el Holocausto, la Guerra de Rhodesia y el apartheid. Les rinde homenaje a las víctimas infantiles de la guerra en África y a los refugiados, entretejiendo realidades crudas con elementos mitológicos y mágicos.
Schonstein, que en sus novelas hace uso, de diferentes maneras, de los géneros del realismo mágico, la metaficción y la narrativa ficcional, es famosa por novelas como Skyline y A Time of Angels.

## Vida
Nacida y criada en Southern Rhodesia (hoy Zimbabue), Schonstein vive en Sudáfrica, donde trabaja como escritora de tiempo completo.

## Carrera Literaria
Schonstein tiene un título de máster en escritura creativa, otorgado por la University of Cape Town y supervisado por el ganador del Premio Nobel de Literatura en 2003, J. M. Coetzee, quien ha respaldado gran parte del trabajo de la autora. El ganador del Premio Nobel de Literatura en 1984, el Obispo Emérito Desmond Tutu, ha respaldado sus obras de poesía.
Schonstein cumple funciones en el comité de Poetry in McGregor y es presentadora del premio Patricia Schonstein – Poetry in McGregor Award. También es coeditora de la publicación trimestral Stanzas de poemas nuevos con Douglas Reid Skinner.

## Premios
- Su primera novela, Skyline, ganó el premio francés Prix du Marais en 2005; también ganó el Percy FitzPatrick Award en 2002; obtuvo el segundo lugar en el South African Sunday Times Fiction Award en 2001;[2] fue preseleccionada en 2002 para el premio International IMPAC Dublin Literary Award; fue seleccionada en 2007 para el South African Twenty-Five Must-Reads en 2007; y fue seleccionada en el premio sueco En Bok for alle.
- A Time of Angels obtuvo el segundo lugar en los premios South African Sunday Times Fiction Award en 2004; y fue elegida finalista en 2004 para el Booksellers’ Choice Award.
- The Apothecary’s Daughter fue seleccionada en el Read Your Way Through Democracy del Sunday Times en 2014.
- Banquet at Brabazan fue elegida finalista para el Commonwealth Writer’s Prize Africa Best Book en 2011.
- Ganó el premio Young Africa Award en 1997 (en la categoría relatos breves).

## Obras

### Novelas
- Skyline, 2000
- A Time of Angels, 2003
- The Apothecary's Daughter, 2004
- A Quilt of Dreams, 2006
- The Master's Ruse, 2008
- Banquet at Brabazan, 2010

### Obras infantiles
- Sing, Africa! poems and song for young children, 1990
- Thobileʼs dream, 1991
- Thobile and the Tortoises, 1992
- The king who loved birds, 1992
- Maggie, Mango & Scottie – An adventure in Africa 2016
- Ouma's Autumn, 1993
- Saturday in Africa: living history through poetry, 1996

### Poesía
- The Unknown Child: Poems of War, Loss and Longing
- A Gathering of Madonnas, and Other Poems, 2001

### Obras de no ficción
- Xhosa: a Cultural Grammar for Beginners, 1994

### Antologías comisariadas
- Africa! My Africa! An anthology of poems
- Africa Ablaze! Poems & Prose Pieces of War & Civil Conflict
- Heart of Africa! Poems of Love, Loss and Longing
- McGregor Poetry Festival 2013 Anthology
- McGregor Poetry Festival 2014 Anthology
- McGregor Poetry Festival 2015 Anthology
- McGregor Poetry Festival 2016 Anthology